# 陆伯勋
陆伯勋（英語：Bor Shium Luh, 1916年1月13日—2001年6月4日）是一位美国华人食品科学家。

## 生平
1916年出生于沪海道川沙县顾路镇（现上海市浦东新区曹路镇），1938年获得國立交通大学化学系学士学位，1941年至1946年担任上海梅林罐头食品公司化验部主任，1947年赴美留学，1948年获得加州大学伯克利分校硕士学位，1952年获得同校食品化学系博士学位。毕业后加入加利福尼亚大学戴维斯分校食品化学系助教，后升任教授直到1986年7月1日退休。1974年成立中美食品协会并担任第一届会长。

## 慈善
- 2003年夫妇捐资20万美元在上海交通大学建立“陆伯勋食品工程实验室”和“陆伯勋奖学金。
- 2005年夫妇捐资300万美元在上海交通大学建立“陆伯勋食品安全研究中心”。